# جهش از روی گاو

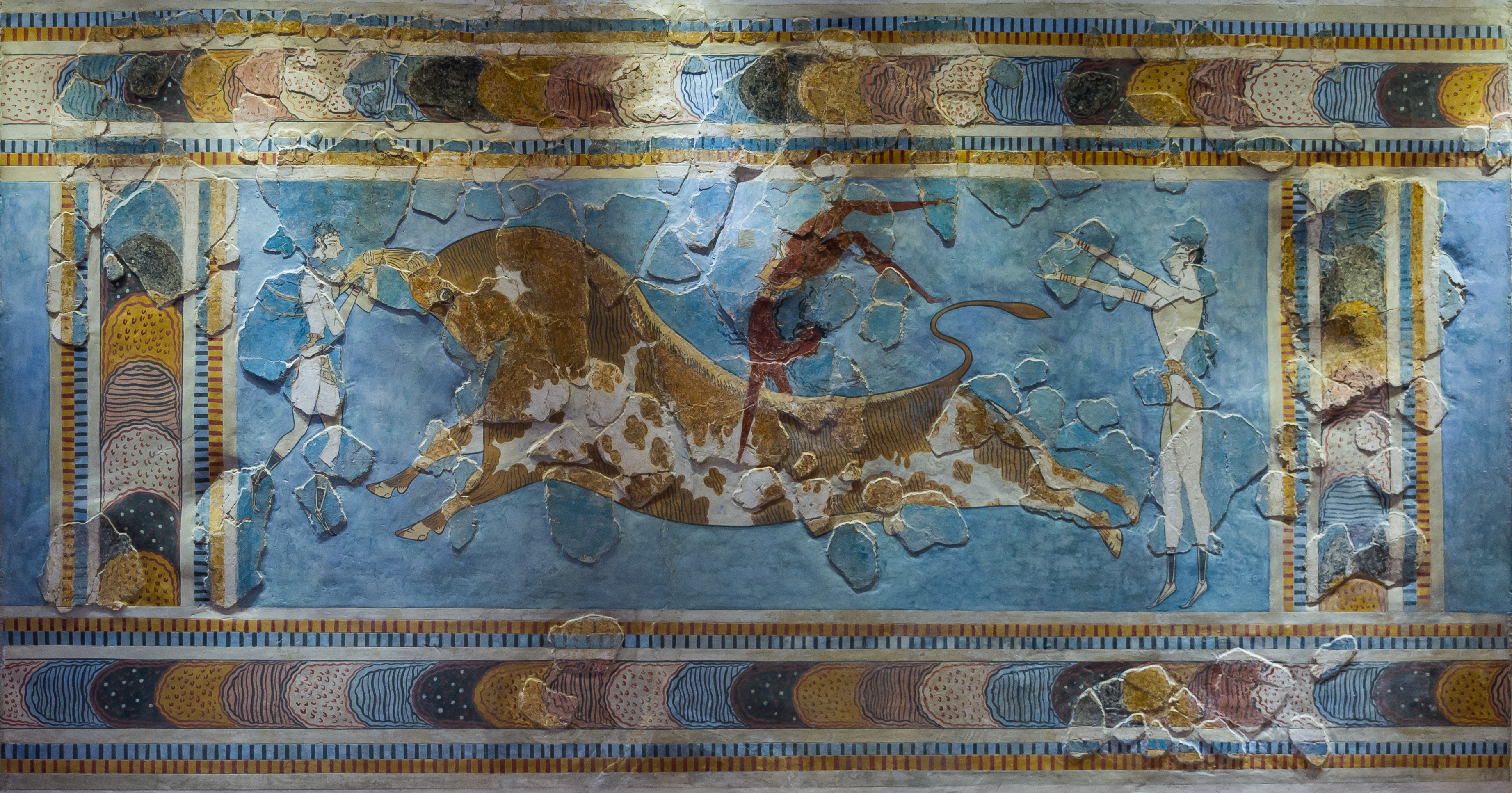
نقاشی دیواری از پرش از روی گاو در کاخ بزرگ کنوسوس، کرت

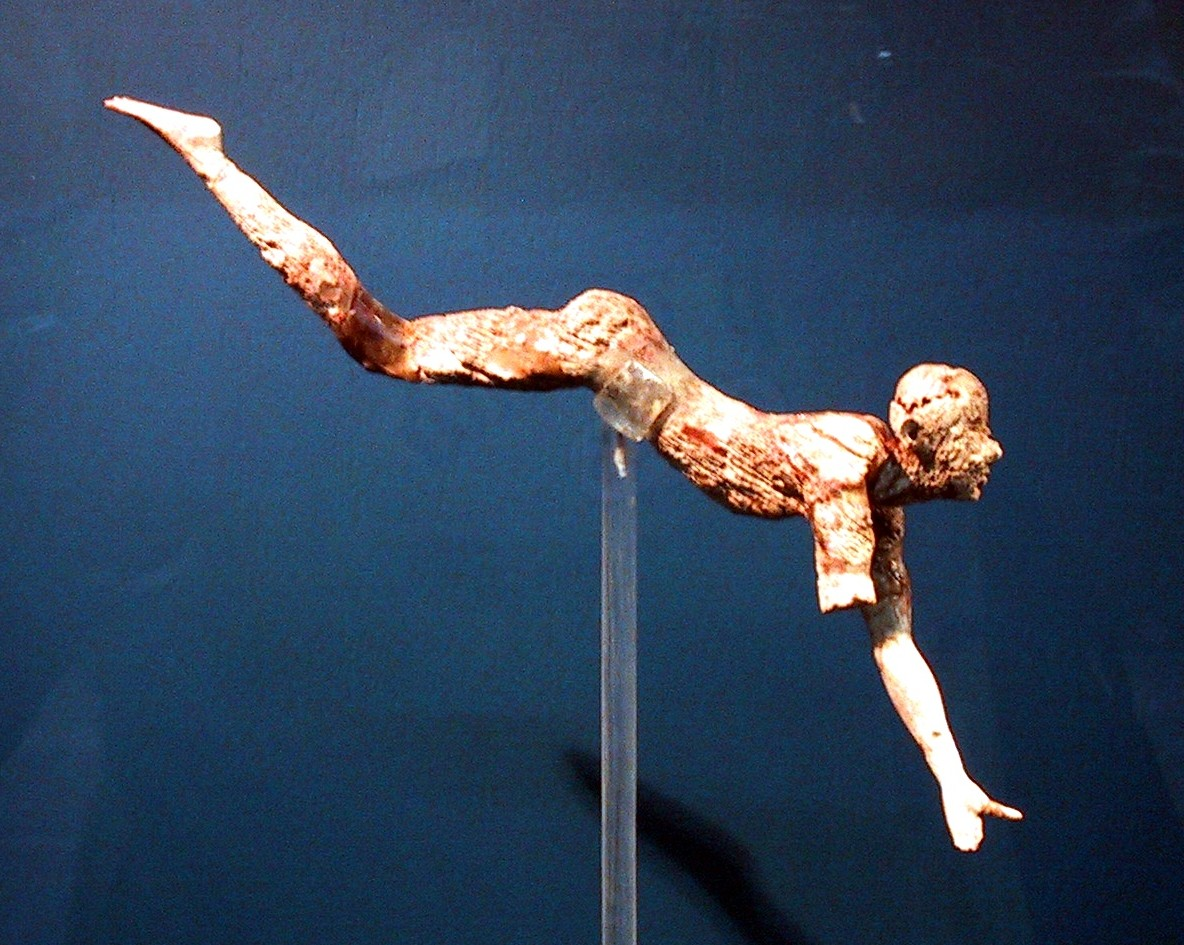
کاسه گاو نر، پیکرک از جنس عاج در کاخ کنوسوس، کرت. تنها شکل کامل بازمانده از آرایش بزرگ‌تر فیگورها است. این اولین نمایش سه بعدی جهش گاو نر است. فرض بر این است که این قسمت از پیکره، با پین‌های نازک طلایی روی یک گاو نر آویزان بوده است.

پریدن از روی گاو یا پرش از سر ورزا (به یونانی باستان: ταυροκαθάψια، taurokathapsia) انواع مختلفی از نبرد بدون خشونت با گاو نر را گویند. برخی از این گونه‌ها بر اساس یک آیین باستانی از تمدن مینوسی برجای مانده بود که ورزشی آکروباتیک را شامل می‌شد که در آن یک شخص از پشت یک گاو نر (ورزا) به سوی دیگرش می‌پرید. در فرانسه مدرن ورزش مشابهی وجود دارد که معمولاً با گاوهای ماده به جای گاو نر چنین می‌کنند و به عنوان کورسه لاندایز (course landaise) شناخته می‌شود. در اسپانیا، از روی گاو نر می‌پرند و به آن رکورتس (recortes) می‌گویند. در تامیل نادو، در کشور هند، از سر گاو نر می‌جهند و به آن جالیکاتو (Jallikattu) می‌گویند.
جهش آیینی از روی گاو نر نقشی است که در آثار هنر فیگوراتیو عصر برنز میانه، به ویژه در هنر مینوسی و احتمالاً اشیای مینوسی که در یونان میسنی یافت می‌شود، وجود دارد؛ اما گاهی در آناتولی هیتی، شامات، آمودریا و دره سند نیز یافت می‌شود. اغلب به عنوان بازتابی از مراسمی در نظر گرفته می‌شود که در ارتباط با پرستش گاو نر تفسیر می‌شود.

## شمایل نگاری

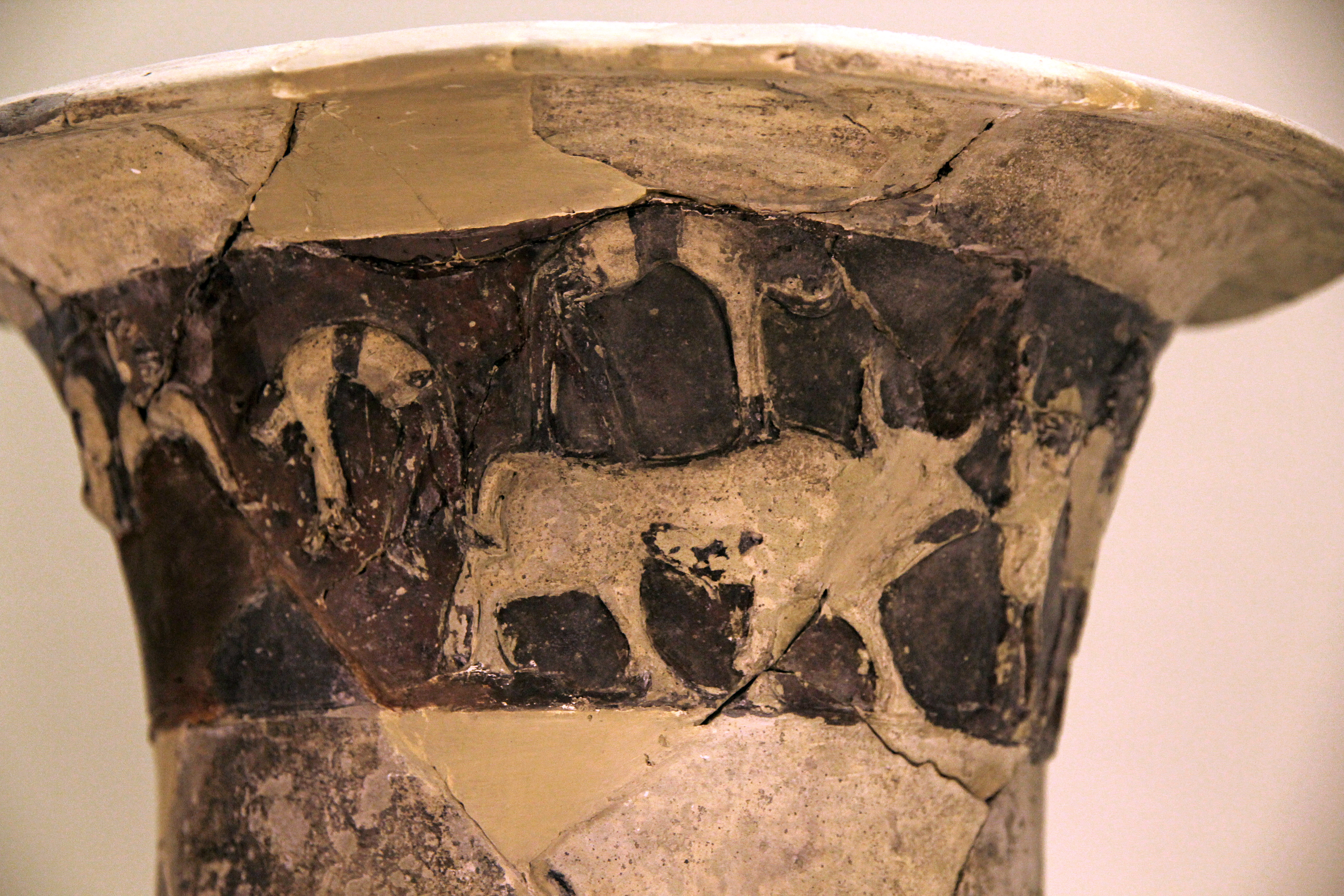
صحنه پرش گاو نر در گلدان‌های حسین‌دده متعلق به هیتی‌های نخستین، تقریباً ۱۶۵۰ قبل از میلاد است.

یونگر (۱۹۹۵) تصویرهای گاوپرشی در هنر ناحیهٔ اژه در عصر برنز را به شرح زیر طبقه‌بندی می‌کند:
- نوع اول: آکروبات از جلو به گاو نزدیک می‌شود، شاخ‌ها را می‌گیرد و به سمت عقب می‌پرد.
- نوع دوم: آکروبات از جلو به گاو نزدیک می‌شود، بدون دست زدن به شاخ‌ها شیرجه می‌زند و خود را با دستانش از پشت گاو به سمت یک طناب به عقب هل می‌دهد.
- نوع سوم: آکروبات در هوا بر روی پشت گاو نر به تصویر کشیده شده است، به همان سمتی که حیوان رو به رو است.

تصویرهای نوع سوم اغلب در هنر مینوسی پسین (قرن ۱۴ تا ۱۳ قبل از میلاد) یافت می‌شوند. نقاشی‌های دیواری مینوسی از تل الدبا (اواریس، مصر) مربوط به سلسله هجدهم (قرن ۱۶ تا ۱۴ قبل از میلاد) علاوه بر نقوش اصیل مصری، طرح‌های مشابهی را نشان می‌دهند، به همین دلیل اغلب آنها را به صنعتگران مصری تعلیم یافته مینوسی نسبت می‌دهند، نه مستقیماً به صنعتگران مصری؛ اگرچه این مورد بحث است. این تصاویر همچنین می‌توانستند به عنوان تزئینات قصر گنجانده شوند و یحتمل این کاخ برای یک شاهزاده خانم اژه‌ای ساخته شده بود که در ازدواجی سیاسی با یک فرعون هیکسوس ازدواج کرده بود.
نمونه‌های دیگری از صحنه‌های پرش گاو در سوریه امروزی یافت شده است، مانند نقش مهر استوانه‌ای که در سطح هفتم در آلالاخ (تمدن بابـِل قدیم، قرن ۱۹ یا ۱۸ قبل از میلاد) یافت شده که دو آکروبات را بر پشت گاو نر نشان می‌دهد و علامت عنخ در بین آنها قرار داده شده است. مُهر دیگری متعلق به خدمتکار شمشی ادد اول (حدود ۱۸۰۰ ق. م) و نمونه‌های دیگر سوری نیز کشف شده‌اند. علاوه بر این، یک گلدان برجسته در سال ۱۹۹۷ میلادی در حسین‌دده تپه کشف شد که مربوط به پادشاهی قدیمی هیتی‌ها (قرن ۱۸ تا ۱۵ قبل از میلاد) است.

## کرِتِ مینوسی

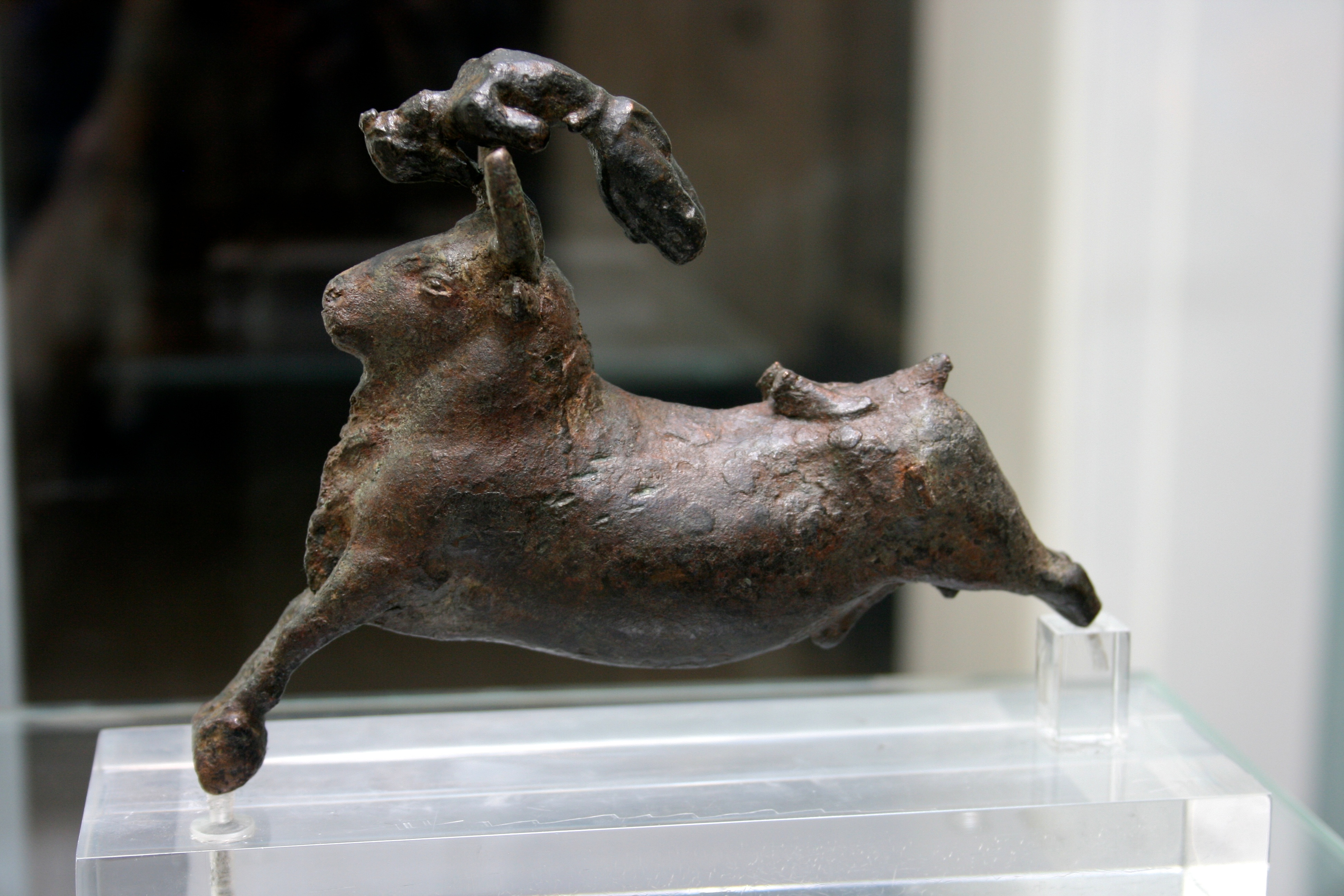
مجسمه پرش از گاو مینوسی در موزه بریتانیا.

گمان می‌رود که پرش از روی گاو یکی از آیین‌های کلیدی در مذهب تمدن مینوسی در جزیرهٔ کرت، در عصر برنز بوده است. مانند سایر تمدن‌های مدیترانه‌ای، گاو نر مورد احترام و پرستش بود. نقش‌های گاو نر در کاخ کنوسوس نمادی گسترده در هنر و تزئینات این محوطه باستانی است.
باربارا اولسن، دانشیار مطالعات یونانی و رومی در کالج واسار، می‌گوید احتمالاً ورزش پرش از گاو برای شرکت کنندگان خطرناک نبود. "از تصاویر به نظر می‌رسد که آنها [از روی گاوها] موفقیت آمیز می‌پریدند و خبری از ارائه تصاویر خشونت آمیز وجود ندارد؛ بنابراین جهش از روی گاو نر لزوماً خشونتی در پی نداشت. اما یک ریتون یافت شده در هیا تریادا نشان می‌دهد که جراحات کاملاً هم ناشناخته نبوده‌اند.

## پرش از گاو در دوران معاصر

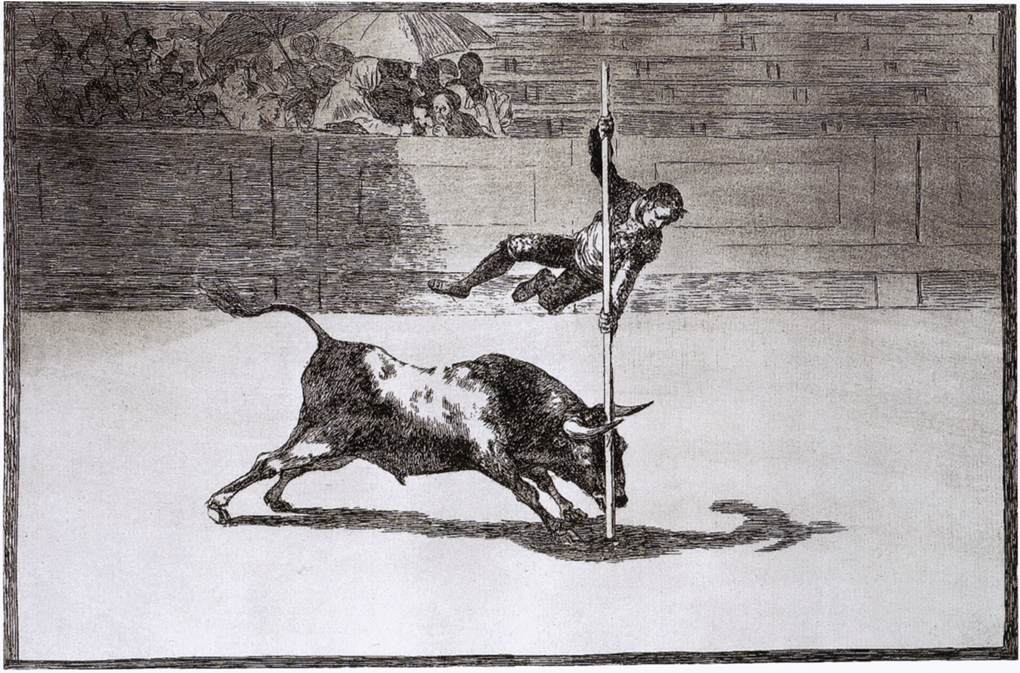
سرعت و جسارت خوانیتو آپینانی در حلقه مادرید (۱۶–۱۸۱۵). حکاکی و آکواتین اثر فرانسیسکو دی گویا.

پرش از روی گاو نر هنوز در جنوب غربی فرانسه انجام می‌شود، جایی که به‌طور سنتی به عنوان کورسه لاندایزه (به فرانسوی: course landaise) شناخته می‌شود. اگرچه معمولاً به جای گاو نر از گاوهای ماده استفاده می‌شود. آنها ماده گاوهای جنگی هستند که برای کوریدا (corrida) در اسپانیا پرورش داده می‌شوند. با این حال، یک بار در سال، از گاو نر در جشنواره هنر و شجاعت استفاده می‌شود. شهر مون دو مارسان در گاسکونی، به خاطر جهندگان خوبش (sauteurs) مشهور است که با جلیقه‌های قهوه ای، به صورت تیمی به رقابت می‌پردازند و سعی می‌کنند از طفره رفتن رپرتوار و جهش‌های آکروباتیک خود برای جلوگیری از شاخ زدن و تهاجم گاو بهره ببرند.
ماده گاو معمولاً با استفاده از طناب بلندی که به شاخ‌هایش متصل است هدایت می‌شود، به طوری که مستقیماً به سمت اجراکنندگان می‌رود و در صورتی که ترفندی را از دست بدهند، از زیر پا گذاشتن یا زیر پا زدن آنها جلوگیری می‌شود. اگرچه در این شکل از مسابقه خطری برای گاو وجود ندارد، اما این یک ورزش بسیار خطرناک برای شرکت کنندگان انسانی است. یکی از رقبای برجسته در شهر مونتوآ، به نام ژان پیر راچو در سال ۲۰۰۱ بر اثر برخورد با گاو از ناحیهٔ سرش کشته شد.
این مراسم در فرانسه از ماه مارس تا اکتبر به مناسبت فستیوال‌ها در بسیاری از شهرها و روستاها از جمله نوگارو، مونت دومارسان، داکس، کاستلنو دو آوزان و بسیاری مکان‌های دیگر برگزار می‌شود. مسابقات قهرمانی کشور نیز برگزار می‌شود.

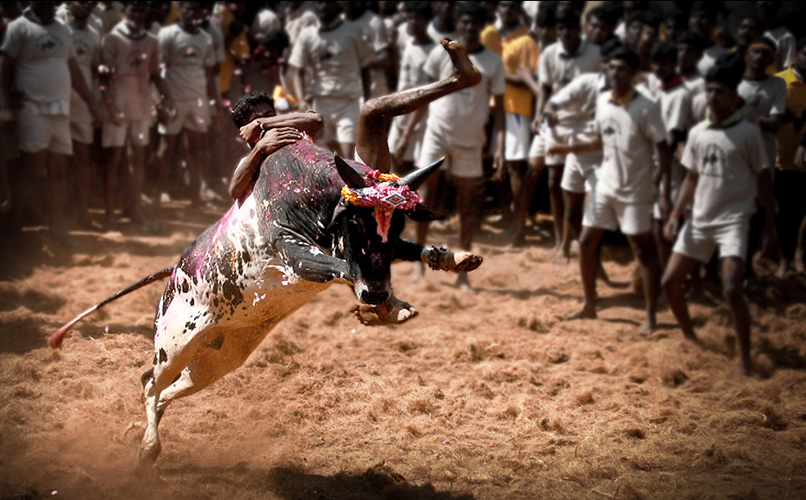
جوانی که در آلانگانالور هند، سعی می‌کند کنترل یک گاو نر را در جالیکاتو به دست بگیرد.

پرش از گاو در ایالت تامیل نادو در کشور هند هم توسط مردم تامیل انجام می‌شود و به آن جالیکاتو، سالیککاتتو، ارو تاژوووتال و مانجو ویراتو می‌گویند. این یک ورزش سنتی است که در آن یک گاو نر مانند پولیکولام یا کانگایام در میان جمعیت رها می‌شود و گاو نر تلاش می‌کند فرار کند، اما چندین شرکت کننده انسانی تلاش می‌کنند کوهان بزرگی را که در پشت گاو قرار دارد با هر دو بازو گرفته و به آن آویزان بمانند. شرکت کنندگان تا زمانی که ممکن است کوهان را نگه می‌دارند و سعی می‌کنند گاو را با این شیوه متوقف کنند. در برخی موارد، شرکت کنندگان باید به اندازه کافی سوار شوند تا پرچم‌های روی شاخ گاو را بردارند.
جالیکاتو معمولاً در ایالت تامیل نادو هند به عنوان بخشی از جشن‌های پونگال در روز ماتو پونگال که هر ساله در ژانویه برگزار می‌شود، انجام می‌شود.
یک سنت مشابه، اما حتی خطرناک‌تر از پریدن از روی گاو بدون خشونت، در برخی از مناطق اسپانیا تمرین می‌شود. در این ورزش که مختص به تورِروس (گاوبازان) معروف به رکورددارها (recortadores) است، ورزشکار با طفره رفتن و جهش از روی گاو نر بدون استفاده از شنل یا شمشیر، به رقابت می‌پردازد. برخی از رکوردداران از یک میله بلند استفاده می‌کنند تا به معنای واقعی کلمه بر روی حیوان پریده و معلق بمانند. در این گونه، هیچ محافظی برای ورزشکار وجود ندارد.

## کتابشناسی
- Collon, D. ; "Bull-Leaping in Syria"; International Journal for Egyptian Archaeology and Related Disciplines 4 (1994); pp. 81–88.
- McInerney, J. ; "Bulls and Bull-leaping in the Minoan World"; Expedition Magazine 53:3 (دسامبر ۲۰۱۱).
- Marinatos, Nanno; "The Export Significance of Minoan Bull-leaping Scenes"; International Journal for Egyptian Archaeology and Related Disciplines 4 (1994); pp. 89–93.
- Marinatos, Nannó; "Minoan Religion: Ritual, Image, and Symbol"; Studies in Comparative Religion; Columbia, South Carolina: University of South Carolina Press, 1993.
- Shaw, Maria C. ; "The bull-leaping fresco from below the Ramp House at Mycenae: a study in iconography and artistic transmission"; The Annual of the British School at Athens 91 (1996); pp. 167–190
- Sipahi, Tunç; "New Evidence From Anatolia Regarding Bull Leaping Scenes in the Art of the Aegean and the Near East"; Anatolica 27 (2001); pp. 107–125.
- Younger, J. ; "Bronze Age Representations of Aegean Bull-Games, III"; Aegaeum 12 (1995); pp. 507–46, PDF.